# 椋本龍海
椋本 龍海（むくもと りゅうかい、1869年9月10日（明治2年8月5日） - 1950年（昭和25年）1月16日）は、真言宗泉涌寺の第148世長老（真言宗泉涌寺派管長）。徳島県阿南市椿泊町（旧徳島県那賀郡椿村）出身。

## 生涯
樫野吉六（天保3年6月6日 - 1909年（明治42年）8月27日）とミナ夫妻の間に誕生（龍海は二男三女の次男）。父は徳島藩中老で阿波水軍を率いた森甚五兵衛の家臣（家禄の石高は五石七斗）であった。
1879年（明治12年）徳島県那賀郡椿村（現在の阿南市椿泊町）の福蔵寺で得度する。高野山大学で学び、藤村密翁和尚に師事。ついで東京に出て哲学館（現在の東洋大学）に入った。この間、縁あって泉涌寺事務長釈玄猷師の弟子となる。
日清戦争の際、高野山より軍隊布教師に任命されて中国大陸に渡り、また北白川宮能久親王統率の近衛師団の従軍僧として台湾へ渡り、基隆で弘法寺を開く。釈玄猷師の遷化により、1898年（明治31年）に帰山し、執事に任ぜられるとともに新善光寺住職となる。その後、寺務長、泉涌寺派宗務長、真言宗法務部長などを歴任し、宗風発展に貢献した。
ついで1926年（大正15年）1月15日、大本山泉涌寺長老・泉涌寺派管長に就任した。寺門興隆に尽力し非常に大きな功績があった。また龍暁長老に師事し、事教二相に通暁し、1928年（昭和3年）には御修法長者を勤仕した。
また華道月輪未生流を創流した。
1950年（昭和25年）1月16日に静養していた自坊である新善光寺にて遷化。同年2月19日に緊急臨時総代会（小林海印・井上教尊・向井俊恭・小松道圓・上村龍宝の五師）が開かれ後任管長候補者を決めた。